# هجو دین

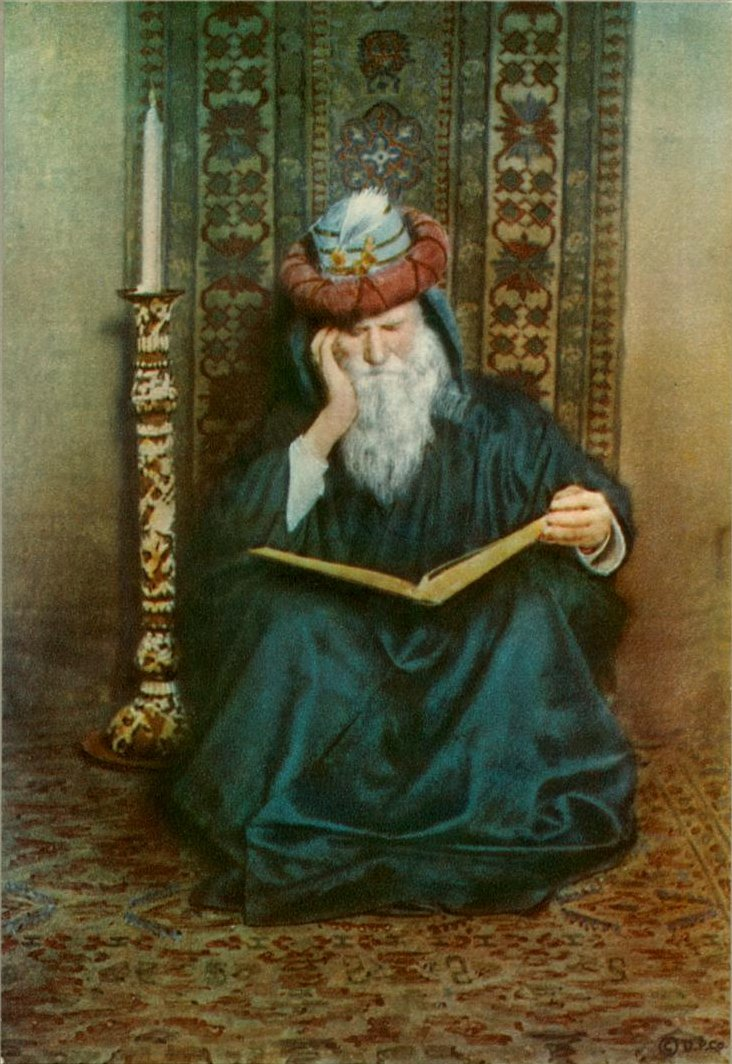
دارنده چو ترکیب طبایع آراست باز از چه فکندش به کم‌وکاست؟ گر نیک آمد شکستن از بهر چه بود؟ ور نیک نیامد این صور، عیب که‌راست؟

هجو دین یا مسخره کردن دین نوعی از هجویات است که به تمسخر اعتقادات مذهبی می‌پردازد. از ابتدای تاریخ ادبیات، دین به همراه سیاست و سکس سه موضوع اصلی هجو ادبی بوده‌است. هجو روحانیان دینی گونه‌ای از هجو سیاسی محسوب می‌شود، در حالی که هجو دینی برداشت‌های ارتجاعی از دین را نقد می‌کند.
اوج هجو دینی در غرب با وقوع رنسانس و آثار چاوسر، اراسموس و دورر هم‌زمان بود.

## هجو دین در ادبیات غرب
- مجموعه داستان‌های افسانه‌های کنتربری اثر جفری چاوسر
- در ستایش دیوانگی اثر اراسموس
- رمان قصهٔ یک لاوک نوشتهٔ جاناتان سوییفت
- نمایش‌نامه تارتوف اثر مولیر
- ولتر آثار زیادی در هجو نگرش دینی دارد.

## در ایران
بسیاری از رباعیات منسوب به خَیّام نیشابوری را می‌توان نمونه‌هایی از هجو دین دانست.
وین کوزه‌گر دهر چنین جام لطیف / می‌سازد و باز زمین می‌زندش!
سروده‌های ابولعلاء معری نیز کفرآمیز است؛ برای نمونه
اثنان اهل عرض؛ ذو عقل بلا / دین و آخر دین لا عقل له!
که یعنی: مردم زمین دو دسته‌اند: دارایان عقل که دین ندارند و دین داران که عقل ندارند که این سروده خود نشان دهنده اندیشه‌های اوست.
روشن‌فکران عصر مشروطه، نقد دین را به عنوان یکی از عوامل عقب‌ماندگی جامعه ضروری می‌دانستند.
دهخدا در چرند و پرند به زبان عامیانه‌ای می‌نویسد:
 «ای مردمکان برای خاطر خدا به فریاد من برسید… من بچه بودم پیش یک آخوند خانه‌شاگرد شدم… در کتاب نوشته بود هر کس دین ندارد جهنم می‌رود.
از آخوند پرسیدم: دین چیست؟ گفت: اسلام. بعد بزرگ شدم… رفتم خانهٔ امام جمعه، خرج می‌داد پول هم می‌داد…[چون] وقف مدرسهٔ مروی را می‌خواست پس بگیرد…[آنجا] همه می‌گفتند دین رفت.
معطل شدم که چطور…؟ تا فهمیدم… دین ملک وقف است. در بازار هم شنیدم می‌گویند: دین از دست رفت. گردیدم تا فهمیدم مجتهد میرزا حسن می‌خواهد برود. گمان کردم دین میرزا حسن است…
یک روز هم در شابدالعظیم طلاب می‌گفتند دین رفت، چون سر احمد قهوه چی میان سالارالدوله و آقازادهٔ مجتهد جنگ و جدال است، این بار خیال کردم دین احمد قهوه چی است…
یک روزی هم خانهٔ یک شیرازی روضه بود. یکنفر می‌گفت: سه هزار تومان پیش شیخ امانت گذاشته‌ام حاشا کرده. دین رفت…
باری سرگردان مانده‌ام که آیا دین کدام است؟ … برای خاطر خدا و آفتاب قیامت به من بگویید که من از [آتش] جهنم می‌ترسم.»

محسن نامجو در سال ۱۳۸۸ آیه‌هایی از قرآن را در یک ترانه با لحن تمسخرآمیزی قرائت کرد. نامجو بعد از دست‌گیر شدن بابت خواندن این ترانه عذرخواهی کرد
در سال ۱۳۹۱، شاهین نجفی با الهام از یک صفحهٔ فیس‌بوک ترانه‌ای به سبک رپ با نام نقی را بر روی شبکه‌های مجازی منتشر کرد. واکنش‌ها به این ترانه تا اعلام فتوای ارتداد نجفی نیز پیش رفت.

## توهین به مقدسات
در برخی از جوامع هجو دین به عنوان توهین به مقدسات از نظر اخلاقی مردود شمرده می‌شود. ارزش‌های اجتماعی این جوامع بیان می‌دارد که اهانت به مقدسات انسان‌ها، رویکردی انسانی نیست.
در بسیاری کشورها اهانت به مقدسات کشورها جرم است و جریمه‌هایی برای آن در نظر گرفته‌شده‌است.
در ایران اهانت‌کننده به مقدسات اگر مصداق مفسد فی‌الارض شناخته شود بااصطلاح «مهدورالدم» شناخته می‌شود بدین معنی که خونش ارزش ندارد.